# Джоан Д. Виндж
Джоан Д. Виндж (на английски: Joan D. Vinge) е американска писателка на бестселъри в жанра научна фантастика.

## Биография и творчество
Джоан Д. Виндж, с рожд.име Джоан Карол Денисон, е родена на 2 април 1948 г. в Балтимор, Мериленд, САЩ. Когато е на 8 г. семейството се мести в Сан Диего. Баща ѝ работи като инженер в самолетостроенето и е любител астроном, предал ѝ своя интерес към звездите и космоса. Високо, срамежливо и самотно дете тя се насочва още от първи клас към книгите и става ненаситен читател на исторически книги и уестърни. Едновременно с това се опитва да пише подобни истории и да ги илюстрира.
Джоан иска да стане художничка и затова в гимназията учи в арт-клас. Когато е в девети клас се запознава с научната фантастика на Андре Нортън, и започва да чете много литература от този жанр. Започва да учи в Университета на Сан Диего в художествена специалност, но се разочарова, сменя няколко специалности и накрая завършва с бакалавърска степен по антропология през 1971 г. След дипломирането си работи като археолог в окръг Сан Диего.
Докато е в университета се запознава с Върнър Виндж, писател на научна фантастика. Омъжва се за него през 1972 г. С подкрепата му през следващата година прави първите сериозни опити да пише научна фантастика. Двамата с Върнър Виндж се развеждат през 1979 г.
Първото ѝ произведение е новелата „Tin Soldier“ публикувана през 1974 г. в „Orbit 14“. Нейните истории излизат в различни списания – „Analog“, „Millennial Women“, „Asimov's Science Fiction“ и „Omni Magazine“, както и в различни годишни антологии. През 1977 г. получава наградата „Хюго” за най-добра новела за „Eyes of Amber“ (Очите на Амбър).
Първият ѝ научнофантастичен роман „The Outcasts of Heavens Belt“ от поредицата „Хрониките на Хевън“ е публикуван през 1978 г. През 1980 г. излиза фантастичния ѝ роман „Снежната кралица“ от едноименната серия. Той става бестселър и е удостоен с наградата „Хюго”. Има и много номинации за наградите „Хюго“ и „Небюла“ за книгите си.
През 1980 г. се омъжва за Джеймс Френкел, редактор на научна фантастика и издател. Двамата имат две деца. Прекарват по-голяма част от живота си в Медисън, Уисконсин.
През 1982 г. започва новата си серия „Кат“, в която се описват възможните приложения на псиониката. Първият роман „Psion“ е обявен за най-добра книга за юноши от Американската библиотечна асоциация. През 2007 г. той е преиздаден наново с включване и на новелата „Psiren“.
Освен научнофантастични романи Джоан Виндж прави и много романизации на филми, които стават също така популярни сред читателите, и стават бестселъри в списъците на „Ню Йорк Таймс“.
На 2 март 2002 г. Джоан Виндж е тежко ранена при автомобилна катастрофа. Следва много дълго възстановяване до 2007 г. преди да започне да пише отново започвайки с романизацията на „Каубои и извънземни“ и новия роман „Ladysmith“.
Освен с писане Джоан Виндж се занимава с преподаване на творческо писане и с правене и продажба на кукли.
Джоан Д. Виндж живее със семейството си в Тусон, Аризона, където се радва на топлия и сух югозападен климат.

## Произведения

### Серия „Хрониките на Хевън“ (Heaven Chronicles)
1. The Outcasts of Heavens Belt (1978)
2. Legacy (1980)

### Серия „Снежната кралица“ (Snow Queen)
1. The Snowqueen (1980) – награда „Хюго“
Снежната кралица, изд.: ИК „Бард“, София (1993), прев. Георги Стоянов
2. World's End (1984)
3. The Summer Queen (1991)
4. Tangled Up in Blue (2000)

### Серия „Кат“ (Cat)
1. Psion (1982) – преиздаден през 2007 г. заедно новелата-продължение „Psiren“
2. Catspaw (1988)
3. Dreamfall (1996)

### Самостоятелни романи
- Ladysmith (2012)

### Романизации на филми
- Tarzan, King of the Apes (1983)
- Star Wars: Return of the Jedi (1983)
- The Dune Storybook (1984)
- Return to Oz (1985)
- Mad Max Beyond Thunderdome (1985)
- Santa Claus the Movie (1985)
- Ladyhawke (1985)
- Willow (1988) – в съавторство с Джордж Лукас
- Lost in Space (1998)
Изгубени в космоса, изд. „Слънчо“ (1998), прев. Валерий Русинов
- Cowboys and Aliens (2011)
Каубои и извънземни, изд. „Про буук“ (2011), прев. Емануил Томов
- 47 Ronin (2013)
47 ронини, изд.: ИК „Хермес“, Пловдив (2013), прев. Венера Атанасова, Стоянка Карачанова

### Сборници и антологии

#### Самостоятелни
- Fireship (1978)
- Eyes of Amber: And Other Stories (1979)
- Phoenix in the Ashes (1985)

#### Съвместни с други автори
- Best Science Fiction Stories of the Year 1978 (1979)
- The Best Science Fiction of the Year 8 (1979)
- The Best Science Fiction Novellas of the Year 1 (1979)
- Dragons of Darkness (1981)
- The Road to Science Fiction 4: From Here to Forever (1982)
- Imaginary Lands (1985)
- Aliens and UFO's: Extraterrestrial Tales from Asimov's Science Fiction and Analog Science Fiction and Fact (1993)
- Women of Wonder (1995)
- Dragons: The Greatest Stories (1997)

### Разкази и новели
- Tin Soldier (1974)
- Mother and Child (1975)
- The Peddler's Apprentice (1975) – в съавторство с Върнър Виндж
- The Crystal Ship (1976)
- To Bell the Cat (1977)
- Eyes of Amber (1978) – награда „Хюго“
- Fireship (1978)
- View from a Height (1978)
- Phoenix in the Ashes (1978)
- The Storm King (1980)
- Voices from the Dust (1980)
- The Hunt of the Unicorn (1980)
- Exorcycle (1982)
- Golden Girl and the Guardians of the Gemstones (1985)
- Tam Lin (1985)
- Latter-Day Martian Chronicles (1990)
- Murphy's Cat (2000)

### Документалистика
- The Random House Book of Greek Myths (1998)